# Riesengoldmull
Der Riesengoldmull (Chrysospalax trevelyani) ist eine Säugetierart aus der Familie der Goldmulle (Chrysochloridae) und stellt deren größten Vertreter dar. Er kommt endemisch im südlichen Afrika vor und bewohnt dort weiche Böden in Berg- und Küstenwäldern in der südafrikanischen Provinz Ostkap. Die Tiere sind mit einem spindelförmigen Körper, äußerlich nicht sichtbaren Ohren und Schwanz sowie kräftigen, zu Grabwerkzeugen umgestalteten Vordergliedmaßen gut an eine unterirdische Lebensweise angepasst. Sie graben kurze Tunnel, die durch oberirdische Wege miteinander verbunden sind. Im Vergleich zu anderen Goldmullen verbringen  die Tiere mehr Zeit an der Erdoberfläche. Ihre Hauptnahrung, die sie zumeist nachts suchen, besteht aus Wirbellosen wie Regenwürmern und Tausendfüßern. Über die Fortpflanzung des Riesengoldmulls ist nur wenig bekannt. Die Art wurde 1875 wissenschaftlich eingeführt. Das Verbreitungsgebiet ist stark von Waldzerstörung beeinträchtigt. Der Riesengoldmull kommt dort heute nur noch an weniger als einem Dutzend Lokalitäten vor. Sein Bestand wird dadurch als stark gefährdet eingestuft.

## Merkmale

### Habitus
Gemäß seinem Namen stellt der Riesengoldmull den größten Vertreter aus der Familie der Goldmulle dar. Er erreicht eine Kopf-Rumpf-Länge von 20,8 bis 23,5 cm und ein Gewicht von 410 bis 500 g. Ein Geschlechtsdimorphismus ist nicht offensichtlich ausgebildet, dies könnte aber auch auf die bisher zu geringe Zahl an untersuchten Individuen zurückzuführen sein. Von etwa einem Dutzend vermessener Tiere aus dem Amathole Forest besaßen Männchen ein Durchschnittsgewicht von 535 g, Weibchen von 438 g. Der Körper zeichnet sich wie bei den anderen Goldmullen auch durch eine Spindelform aus, Ohren und Schwanz sind äußerlich nicht sichtbar. Das Fell ist relativ grob, die Deckhaare werden am Rücken bis zu 20 mm lang, am restlichen Körper sind sie kürzer. Sie besitzen eine gräulich-gelbe Basis und eine dunkelbraune Spitze mit gelblichen Einschlag. Die Unterwolle ist dicht und gelblichbraun-grau getönt. Am Rücken dominiert eine braunglänzende, gelblichbraune oder gräulichbraune Farbgebung. Die Unterseite ist ähnlich gefärbt, zumeist aber etwas blasser. Der Kopf erscheint generell etwas dunkler als der Rücken. An den Wangen treten im Bereich der fellbedeckten Augen je zwei gelbliche Farbflecken auf, an den Ohröffnungen ist ein weiterer ausgebildet. Kehle, Brust und die Unterseite der Vorderbeine sind trübe gelb markiert. Die Gliedmaßen sind generell kräftig gebaut. Die Hände der Tiere haben vier Strahlen, die Füße fünf, jeder Strahl ist mit einer Kralle ausgestattet. Vor allem die Vordergliedmaßen sind zu kräftigen Grabwerkzeugen umgestaltet. Hier wird die Mittelkralle (Strahl III) am kräftigsten mit einer Gesamtlänge von 17 bis 19 mm und einer basalen Breite von 7 mm. Die Krallen des zweiten und ersten Fingers sind mit 12 beziehungsweise 4 mm Länge deutlich kürzer, am vierten Finger besteht nur eine stark reduzierte Klaue. Der gesamte Hinterfuß misst in seiner Länge zwischen 20 und 28 mm. Die längste Kralle ist hier am vierten Zeh ausgebildet und erreicht Ausmaße von rund 10 mm.

### Schädel- und Gebissmerkmale
Der Schädel wird 39,9 bis 43,2 mm lang und 24,2 bis 27,4 mm breit. Er ist dadurch vergleichsweise eher länglich und schmal gestaltet, die größte Breite erreicht 60 bis 65 % der größten Länge, allerdings besitzt er ein breites Rostrum, dessen Gaumen über eine Breite von 30 bis 35 % der größten Schädellänge verfügt. Unterschiede zwischen Männchen und Weibchen sind anhand von Schädelmaßen nicht erkennbar. Charakteristisch erscheint der aufgeblähte und vergrößerte Kopf des Hammers im Mittelohr, der in einer äußerlich sichtbaren, deutlichen gewölbten, knöchernen Schwellung an der Schläfengrube lagert. Am vollständig geschlossenen Jochbogen treten nach hinten und oben weisende Platten auf, die über den Hirnschädel reichen. Für die außerordentlich kräftige Kaumuskulatur dient ein ausgeprägter Scheitelkamm als Ansatzstelle. Das Gebiss setzt sich aus 40 Zähnen mit folgender Zahnformel zusammen: {\displaystyle {\frac {3.1.3.3}{3.1.3.3}}}. Der hinterste Molar ist relativ klein, ähnelt aber mit seinen drei Höckerchen auf der Kauoberfläche (tricuspid) den anderen hinteren Backenzähnen. Auf den unteren Molaren besteht ein deutliches Trigonid. Der vorderste Prämolar ist sectorial gestaltet und zeichnet sich somit durch nur zwei Höckerchen auf der Kauoberfläche aus. Die gesamte obere Zahnreihe vom Eckzahn bis zum letzten Mahlzahn misst zwischen 9,4 und 10,2 mm.

## Verbreitung

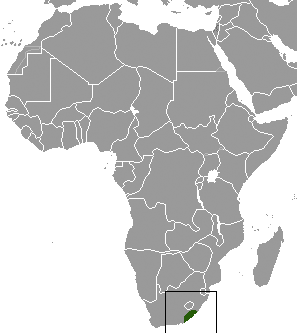
Verbreitungsgebiet (grün) des Riesengoldmulls

Der Riesengoldmull kommt endemisch im südlichen Afrika vor, sein Verbreitungsgebiet erstreckt sich entlang der Küste von East London nordostwärts bis nach Port St. Johns und landeinwärts bis zu den Amathole- und Kologha-Bergen bei King William’s Town und Stutterheim. Es befindet sich somit vollständig in der südafrikanischen Provinz Ostkap. Das Gesamtverbreitungsgebiet beläuft sich auf eine Fläche von 41.600 km². Innerhalb dieses Areales ist die Art aber nur an zehn Lokalitäten nachgewiesen, das tatsächliche Vorkommen beschränkt sich somit auf 272 km², die Population ist dadurch stark fragmentiert. Die Tiere bewohnen die afromontanen Wälder und Küstenwälder der Region, dringen teilweise aber auch in angrenzende offene Grasländer vor. Sie bevorzugen ungestörte, urtümliche Waldbereiche mit weichen, gut entwickelten Böden und viel Blätterabfall. Steile Hänge und felsige Areale meiden sie. Ebenso ist der Riesengoldmull nicht in durch Menschen beeinflussten Landschaften anzutreffen, wie etwa auf kommerziell genutzten Plantagen. Lokal kann die Art in recht hoher Individuenzahl auftreten, quantitative Daten liegen dazu aber nicht vor.

## Lebensweise

### Territorialverhalten
Die Lebensweise des Riesengoldmulls ist allgemein nur wenig erforscht, allerdings zeigt er einige Besonderheiten im Verhalten. Wie zahlreiche andere Goldmulle auch ist er nacht- und dämmerungsaktiv. Seine hauptsächlichen Aktivitäten finden zwischen 16:00 und 20:00 Uhr und zwischen 23:00 und 01:00 Uhr statt, unterbrochen werden die Phasen durch Perioden der Ruhe. Die kräftigen Grabklauen befähigen ihn zu einer grabenden Lebensweise, jedoch verbringt der Riesengoldmull mehr Zeit an der Erdoberfläche als vergleichsweise andere Vertreter der Familie. Die Tunnelsysteme bestehen aus verschiedenen kürzeren Gängen von 1,0 bis 13,6 m Länge. Sie umfassen Kammern, Nester in der Nähe von Baumwurzeln und Sackgassen. Unbestätigten Berichten zufolge sollen die oberirdischen Eingänge im Pirie Forest bei King Williams Town durch 40 bis 60 cm durchmessende und 25 cm hohe Erdhaufen gekennzeichnet sein, von denen der Tunnel in einer 60° Neigung in den Untergrund führte und sich dann nach kurzer Distanz verzweigt. Sie befinden sich zudem häufig im Schatten von Bäumen. Dem widersprechen die bisher am besten belegten Freilandstudien, die im nahe gelegenen Amathole Forest vorgenommenen wurden. Demnach fand sich bei 140 dokumentierten Eingängen in die Baue des Riesengoldmulls kein Hinweis auf einen Erdhaufen, vielmehr waren sie offen und das Auswurfmaterial diente hier wahrscheinlich zur Markierung der Pfade und Wege, welche die einzelnen Tunnel und Gänge oberirdisch in direkter Linie verbinden. Diese sind durch seitliche kleine Wälle und Rippeln aus Erd- und Blattmaterial erkennbar. Beobachtungen von Tieren aus dem gleichen Waldgebiet zufolge bestehen die überwiegend nächtlichen Aktivitäten aus der Nahrungssuche im Blätterabfall an der Erdoberfläche und dem Graben im Erdreich. Ein Tier legte dabei innerhalb von sieben Nächten 256 m zurück und passierte mehrere andere Baue. Die längste, an einem Stück zurückgelegte Distanz belief sich auf 128,4 m, im Durchschnitt waren es pro Nacht aber 36,6 m, die jeweilige Verweildauer an einem Ort betrug 36 Stunden. Die nächtlichen Aktivitäten des Riesengoldmulls sind vermutlich kein Resultat der Nahrungsverfügbarkeit, vielmehr minimiert sich dadurch die Gefahr, Beutegreifern zum Opfer zu fallen. In der Regel sind die Tiere sehr alarmiert und suchen schon bei kleineren Störungen einen schützenden Bau auf. Daneben dürfte auch die Thermoregulation eine gewisse Rolle bei der Nachtaktivität spielen. So liegt die durchschnittliche Tagesaußentemperatur im Amathole Forest bei etwa 23,1 °C, die Temperatur in den Bauen beträgt durchschnittlich 18,1 °C und entspricht damit der Nachttemperatur am Boden. Die Aktivitäten gehen während der kühleren Wintermonate zurück, auch kann bei tieferen Außentemperaturen ein Torpor auftreten. Berichten zufolge schwimmt der Riesengoldmull gelegentlich auch und paddelt dabei mit den Vorderfüßen. Sein vergleichsweise großer und plumper Körperbau bei gleichzeitig geringer Körperoberfläche und wenige Luftpolster im Fell macht aber eine Überwindung größerer Entfernungen im Wasser unwahrscheinlich. Möglicherweise stellt der Riesengoldmull innerhalb der Goldmulle eine stärker soziale Art dar. Bisher nicht weiter bestätigten Berichten zufolge können mehrere Individuen in einem Bau überwintern.

### Ernährung
Die Nahrung sucht der Riesengoldmull überwiegend oberirdisch, wobei er Blätterabfall durchstöbert oder kleine Löcher gräbt. Die untersuchten Stellen sind als kleine, mäandrierende Wege abseits der direkten Pfade erkennbar. Er frisst hauptsächlich Wirbellose, zur bevorzugten Beute gehören Regenwürmer, unter anderem Vertreter der Gattung Microchaetus. Wo diese nur selten verfügbar sind, ernährt sich der Riesengoldmull auch von Tausendfüßern. Hierzu gehört etwa Sphaerotherium aus der Gruppe der Riesenkugler, welches relativ häufig im Laubabfall vorkommt; allerdings meidet der Riesengoldmull Beutetiere ab einem individuellen Gewicht von mehr als 1,9 g. Formen wie Doratogonus und Chersastus aus der Gruppe der Schnurfüßer stehen aufgrund des strengen Geruchs, den die Tausendfüßer bei Gefahr ausstoßen können, weitaus seltener auf dem Speiseplan. Allgemein wird angenommen, dass die Tiere ein reichhaltigeres Spektrum an Nahrung zu sich nehmen.

### Fortpflanzung
Während der Paarung besteigt das Männchen das Weibchen in einer hundeartigen Manier. Ein trächtiges Weibchen besaß zwei Embryonen in der Gebärmutter. Bei der bisher einzigen beobachteten Geburt kam im Monat Oktober nur ein Junges zur Welt. Dieses war 77 mm lang sowie 28 g schwer und verfügte über eine Hinterfußlänge mit Krallen von 11 mm. Es ähnelte den erwachsenen Tieren, hatte aber verhältnismäßig kürzere Klauen am Vorderfuß. Das Rückenfell zeigte sich schiefergrau und kurzhaarig, wurde an den Seiten heller, während am Bauch kein Fell ausgebildet war. Das Junge besaß nur geringe motorische Fähigkeiten, eine wenig entwickelte Thermoregulation und ein ebensolches Gehör. Das Muttertier säugte das Junge in einer liegenden Position und verhielt sich beschützend. In den nächsten fünf Tagen nahm es durchschnittlich 3 mm an Länge und 1 g an Gewicht zu. In dieser Zeit wurde das Fell länger, es bildeten sich Farbflecken im Gesicht aus ebenso wie die ersten Vibrissen wuchsen. Die motorischen Fähigkeiten nahmen zu. Auch gab das Neugeborene erste Lautäußerungen in Form von einem Wimmern, Quieken und Keuchen von sich. Das mütterliche Nest verließ das Junge erstmals am vierten Tag und legte eine Distanz von 25 cm zurück. Am siebenten Tag maß es insgesamt 94 mm und besaß eine Hinterfußlänge von 14 mm (es verstarb zu diesem Zeitpunkt). Insgesamt erscheint die Entwicklung relativ langsam zu sein, was eine ausgedehnte Phase der der elterlichen Fürsorge annehmen lässt.

### Parasiten
Ein nachgewiesener innerer Parasit des Riesengoldmulls stellt die Gattung Heptamegacanthus aus der Gruppe der Kratzwürmer dar.

## Systematik

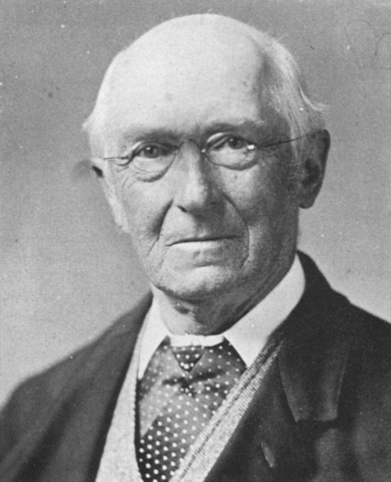
Albert Carl Ludwig Gotthilf Günther

Der Riesengoldmull ist eine Art aus der Gattung der Riesengoldmulle (Chrysospalax). Diese enthält zusätzlich noch den Rauhaar-Goldmull (Chrysospalax villosus) und schließt somit die beiden größten Vertreter innerhalb der Familie der Goldmulle (Chrysochloridae) ein. Die Goldmulle stellen kleinere, bodengrabende Säugetiere aus der Überordnung der Afrotheria dar und sind endemisch in Afrika verbreitet. Ihr Vorkommen besitzt einen Schwerpunkt im südlichen Teil des Kontinents, einige wenige Arten bewohnen auch den östlichen oder zentralen Teil. Ihre unterirdische Lebensweise führt dazu, dass die einzelnen Arten mit wenigen Ausnahmen Habitatspezialisten mit eng umrissenen Verbreitungsgebieten bilden. Es können innerhalb der Familie zwei ökologische Gruppen unterschieden werden. Zur ersten Gruppe gehören die Bewohner von trockenen bis teils halbwüstenartigen Landschaften, etwa der Wüstengoldmull (Eremitalpa) oder die Kapgoldmulle (Chrysochloris). In der zweiten Gruppe stehen die Formen, die an offene Gras- und Savannenlandschaften sowie an Wälder angepasst sind, so die Kupfergoldmulle (Amblysomus), die Vertreter der Gattungen Neamblysomus und Calcochloris, Arends’ Goldmull (Carpitalpa arendsi) oder aber die Riesengoldmulle. Über die innere Gliederung der Goldmulle herrscht noch keine vollständige Einigung. Anhand des Baus des Hammers im Mittelohr lassen sich zwei oder drei Unterfamilien voneinander abtrennen: die Amblysominae mit einem normal gebauten Malleus, die Chrysochlorinae mit einem stark verlängerten Kopf des Malleus und die Eremitalpinae mit einem kugelig aufgeblähten Kopf des Malleus. Die beiden letztgenannten bilden nach Meinung anderer Forscher nur eine einzelne Unterfamilie, die Chrysochlorinae. Diesen anatomischen Gliederungsansatz können molekulargenetische Untersuchungen nicht vollständig nachvollziehen. Demnach steht Chrysospalax relativ basal in einer Gruppe, die sich aus den Gattungen Calcochloris, Eremitalpa, Chrysochloris, Cryptochloris und weiteren zusammensetzt und mit Ausnahme von Calcochloris allgemein den Chrysochlorinae entspräche. Aus anatomischer Sicht sollte Chrysospalax aufgrund des aufgeblähten Kopfes des Hammers mit Eremitalpa am nächsten verwandt sein (und mit diesen die Eremitalpinae bilden). Allerdings könnte genetischen Untersuchungen aus dem Jahr 2023 zufolge Chrysospalax gemeinsam mit Calcochloris auch die Unterfamilie der Chrysospalacinae formen.

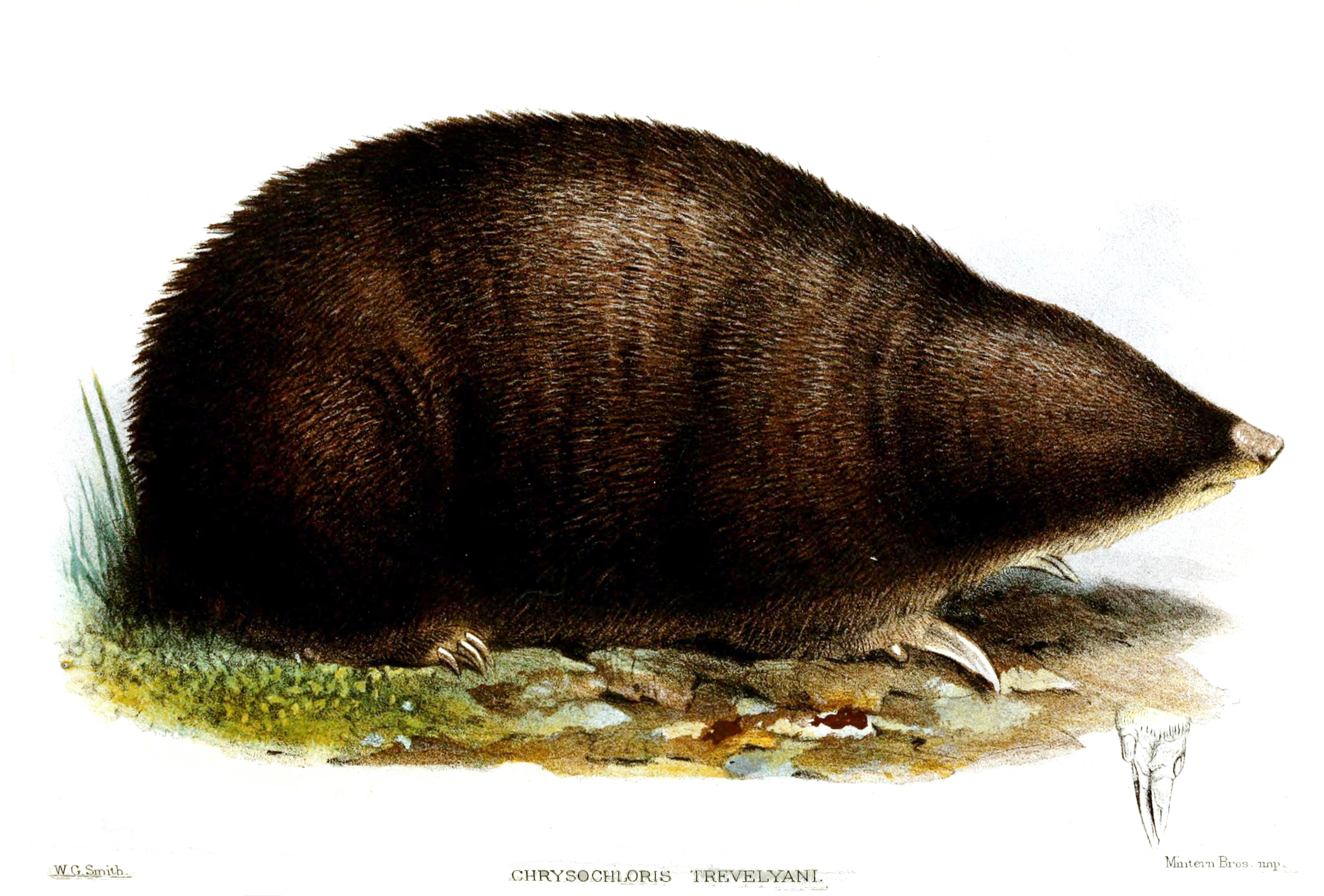
Zeichnerische Darstellung des Riesengoldmulls aus der Erstbeschreibung von Albert Günther

Innerhalb und zwischen den einzelnen Populationen des Riesengoldmulls gibt es beträchtliche Farbvariationen. Aufgrund dessen werden keine Unterarten unterschieden.
Die Art wurde im Jahr 1875 von Albert Günther unter der Bezeichnung Chrysochloris trevelyani wissenschaftlich erstbeschrieben. Die Einführung erfolgte unter Zuhilfenahme eines 24,3 cm langen Individuums aus dem Pirie Forest bei King Williams Town, was als Typuslokalität des Riesengoldmulls gilt. Das Tier war über Herbert Trevelyan an das Natural History Museum in London gelangt, wo Günther zu jener Zeit wirkte. Trevelyan selbst kam über lokale Jäger in den Besitz des Kadavers. Ihm zu Ehren benannte Günther die Art trevelyani. Den heute gültigen Gattungsnamen Chrysospalax kreierte Theodore Gill im Jahr 1883, die er aufgrund der ausgebildeten 40 Zähne und den kräftigen Platten hinter den Jochbögen von den anderen, damals bekannten Gattungen (Chrysochloris und Amblysomus) abhob. Kurzfristig, im Jahr 1892, verwies Edward Drinker Cope den Riesen- und den Rauhaar-Goldmull in die von ihm etablierte Gattung Bematiscus. Diese definierte er ebenfalls anhand der 40 Zähne und dem markanten Talonid an den unteren Molaren. Allerdings wurde der Riesengoldmull in der Folgezeit wieder zu Chrysospalax gestellt, der Rauhaar-Goldmull verblieb noch bis in die 1950er Jahre in der Gattung Bematiscus.

## Bedrohung und Schutz
Die größte Bedrohung für den Bestand des Riesengoldmulls ist die Zerstörung des Lebensraumes. Dies geschieht in den Küstenwäldern beispielsweise durch die Ausdehnung der menschlichen Siedlungen wie etwa um East London oder durch die Erschließung der Region für den Tourismus und dem Bau der dazu notwendigen Infrastruktur. Allgemein haben die massive Entnahme von Bau- und Brennholz einen negativen Einfluss auf die natürlichen Wälder. Im bestimmten Maße spielt auch Überweidung durch Nutzvieh eine gewisse Rolle. Lokal kann sich die Bejagung durch freilebende Haushunde und Hauskatzen auswirken. Historisch sind 17 Lokalitäten mit dem Nachweis des Riesengoldmulls bekannt, momentan ist die Anzahl auf zehn geschrumpft. Zwar sind einige Wälder im Verbreitungsgebiet der Art geschützt, die entsprechenden Schutzbestimmungen werden aber nur selten vor Ort durchgesetzt. Da der Riesengoldmull zudem nicht in von Menschen überprägten Landschaften auftritt und so keine Toleranz gegenüber Habitatveränderungen zeigt, stuft die IUCN ihn als „stark gefährdet“ (endangered) ein. Für einen effektiven Schutz sind momentan primär Felduntersuchungen zur tatsächlichen Verbreitung der Art notwendig.